# تاريخ نقل الطاقة الكهربائية
نقل الطاقة الكهربائية، هي الأدوات والمعاني، المعنية بنقل الطاقة الكهربائية لأماكن بعيدة، من أماكن توليدها، منذ القرن التاسع عشر. وهي تشمل حركات الكهرباء بكميات كبيرة (تسمى رسمياً«النقل») وتوصيل الكهرباء للعملاء الفرديين «التوزيع». في البداية تم استخدام المصطلحين بالتبادل.

## النقل المبكر

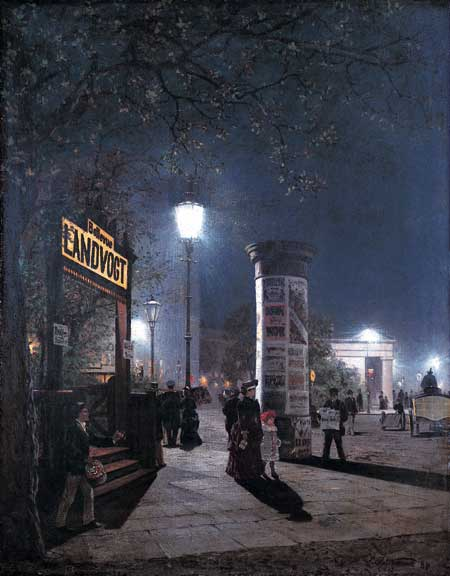
برلين، 1884

قبل الطاقة الكهربائية، استخدمت أنظمة متنوعة لنقل الطاقة عبر مسافات شاسعة. الأشهر بينها النقل الديناميكي (كابل في الحركة)، النقل الهوائي (هواء المضغوط)، النقل الهيدروليكي (سائل مضغوط). عربات الترام كانت المثال الأكثر شيوعاً للنقل الديناميكي، واللتي يمكن لخطوطها أن تمتد لمسافة بضعة أميال لكل قسم.النقل الهوائي كان يستخدم الطاقة لأنظمة النقل في كل من باريس، وبيرمنغهام، وريكسدورف، أوفينباخ، درسدن، وبيونس آيريس، في بدايات القرن العشرين. كانت المدن في القرن التاسع عشر تستخدم أيضا نظام النقل الهيدروليكي الذي يستخدم أنابيب ضغط الماء العالي لتزويد الطاقة لمحركات المصانع. أنظمة أنابيب لندن زودت ب7000 قوة حصانية (5 ميغاواط) على امتداد 180 ميلاً (290 كم)، تحمل مياه بضغط 800 باوند لكل إنش مربع. هذه الأنظمة إستبدلت بنظام كهربائي أرخص ومتعدد الإستعمالات، لكن بحلول نهاية القرن التاسع عشر، كان مخططوا المدن والممولون مدركين جيداً للفوائد والاقتصاد وعملية إنشاء أنظمة نقل للطاقة الكهربائية.
في الأيام الأولى لإستخدام الطاقة الكهربائية، كان للانتشار الواسع لها عائقين. الأول، الأجهزة التي تتطلب فروق جهد مختلفة تتطلب مولدات خاصة بخطوطها الخاصة. إنارة الشوراع، المحركات الكهربائية في المصانع، الكهرباء اللازمة للترام وإضاءة المنازل كلها أمثلة لتنوع الأجهزة مع فرق جهد يتطلب أنظمة خاصة. وثانياً، يجب أن تكون المولدات قريبة من أحمالها (الأجهزة التي تحتاج للمولدات للعمل) (ميل أو أقل لأجهزة الجهد المنخفض). كان معروفاً أن نقل الطاقة لمسافات بعيدة كان ممكناً كلما إرتفع الجهد الكهربائي، إذن فكلا المشكلتين من الممكن حلهما إذا أمكن إجراء تحويل للفولتية بثمن بخس من خط كهرباء عالمي واحد.

## أنظمة متخصصة

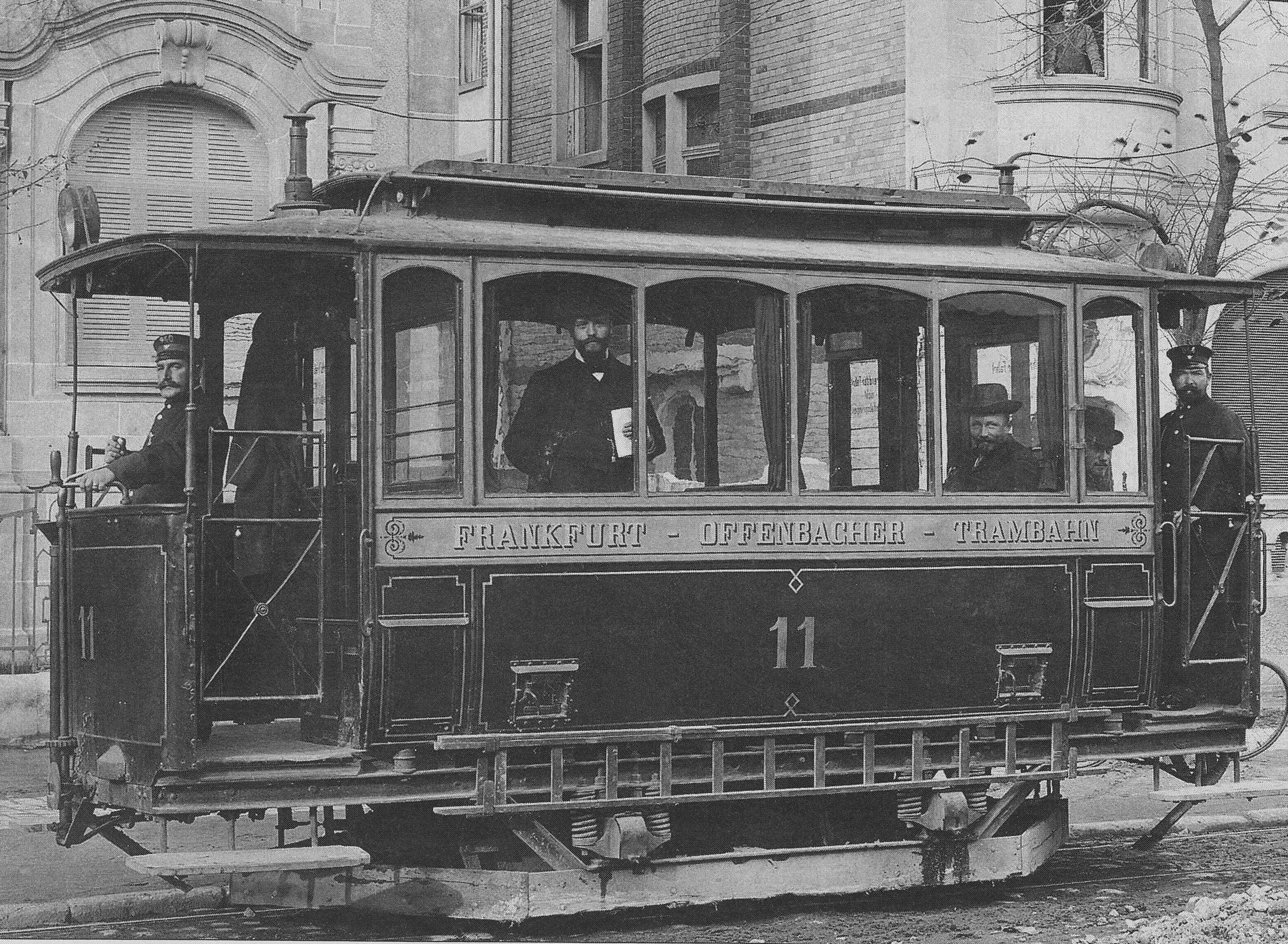
الترام الكهربائي لسيمنز (1884): تطبيق مبكر لنقل الطاقة الكهربائية في أنظمة النقل

معظم بداية الكهرباء كانت تياراً مستمراً، والذي لم يكن من السهل زيادة أو تخفيض فرق الجهد في النقل لمسافات طويلة، أو مشاركة خط عام يمكن إستخدامه لفئات مختلفة من الأجهزة الكهربائية. قامت الشركات ببساطة بتشغيل خطوط مختلفة لتشغيل فئات مختلفة من الأحمال لمتطلبات اختراعاتهم. تطلبت أنظمة مصابيح نيويورك القوسية جهداً يصل حتى 10 كيلوفولت، للكثير من المصابيح في نفس الدائرة، واستخدمت مصابيح إديسون المتوهجة تيار 110 فولت، عربات الترام التي بنتها سيمينز أو سبراغ، ذات المحركات الكبيرة تطلبت قدرة 500 فولت، في حين كانت المحركات الصناعية في المصانع تستعمل فروق جهد أخرى. تبعاً لهذا التخصيص في الخطوط، وكان نقل الطاقة غير فعال كثير، بدا في ذلك الوقت أن الصناعة تحتاج لتطوير ما يعرف حالياً بنظام التوليد في الموقع، بعدد كبير من المولدات الصغيرة المتموضعة بجانب أحمالها.

## بداية الإنارة الخارجية عالية الجهد
كان الجهد العالي (الضغط العالي) محط اهتمام الباحثين الأوائل للعمل على مشكلة نقل الطاقة لمسافة طويلة. لقد علموا من مبادئ الطاقة الأولية، أن كمية من الطاقة يمكن نقلها عبر موصل بمضاعفة الجهد وتنصيص التيار (تخفيضه إلى النصف) بدون أن تقل. كما علموا وفقاً لقوانين جول أن كمية الطاقة تفقد بسبب الحرارة في سلك متناسبة (بمربع التيار) الذي ينقل عبره بغض النظر عن فرق الجهد، وبمضاعفة فرق الجهد يستطيع نفس السلك أن يكون قادراً على نقل الطاقة أربع أضعاف المسافة.
في معرض باريس عام 1878 ركبت مصابيح قوسية على طول شارع الأوبرا وقصر الأوبرا استعملت فيها مصابيح (يابلوتشكوف) القوسية، وتعمل بالتيار المتردد الذي طوره المهندس زينوب غرام. إحتاجت مصابيح يابلوتشكوف الجهد العالي، ولم يمضي وقت طويل قبل أن يقرر المختبرون أن مصابيح القوس يمكن تشغيلها بدائرة كهربائية بطول 14 كيلومتر. خلال عقد إمتلكت عشرات المدن أنظمة إضاءة تستعمل محطات الطاقة المركزية، والتي تورد الكهرباء للعديد من المستخدمين عبر خطوط نقل الطاقة الكهربائية. أصبحت هذه الأنظمة في منافسة مباشرة ضد خدمات مصابيح الغاز في تلك الحقبة.
تكمن الفكرة في الإستثمار في محطات الطاقة المركزية والشبكات المتصلة بها، والتي تنقل الطاقة المنتجة للمستخدمين الذين يدفعون رسوماً متكررة للخدمة أنه كان نموذجاً مألوفاً للمستثمرين، حيث كان الربح مطابقاً لأعمال الإنارة بمصابيح الغاز، أو أنظمة نقل الطاقة الهيدروليكية والهوائية. والفرق الوحيد أن السلعة المنقولة كانت الكهرباء وليست الغاز أو الهواء أو الضغط الهيدروليكي والأنابيب التي تنقل الطاقة كانت أكثر مرونة.
استعملت شركة كهرباء كاليفورنيا (والمعروفة حالياً بي جي آند إي) في سان فرانسيسكو عام 1879، مولدين مباشرين من شركة تشارلز برش لتزويد المستخدمين بالطاقة لأجل مصابيحهم القوسية. يعتبر نظام سان فرانسيسكو أول حالة بيع ذات فائدة من المحطة المركزية للمستخدمين عبر نظام الطاقة الكهربائية. أفتتحت الشركة لاحقاً محطة ثانية بأربع مولدات. كانت تكلفة إضاءة كل مصباح منذ وقت الغروب حتى وقت منتصف الليل هي 10 دولارات بالأسبوع.
أسس ويليام تي.بور وآخرون شركة جراند رابيد للأضواء الكهربائية والطاقة في مارس 1880، لتصبح أول شركة تشغل أول محطة طاقة مركزية كهرمائية في 24 يوليو 1880 والتي تستورد الطاقة من التوربينات المائية لشركة ولفرين شاير آند فيرنتشر، حيث شغلت 16 مصباح برش قوسي الموجودة على أبواب العديد من المتاجر في جراند رابيد ميشيغان وتعتبر السلف الأول لإستهلاك الطاقة في جاكسون ميشيغان.
```
أقامت شركة برش للكهرباء في عام 1880محطة مركزية لتغذية ميلين (3.2كم) من خطوط برودواي بالإضاءة القوسية. وبنهاية 1881، إمتلكت نيويورك وبوسطن وفيلادلفيا وبالتيمور ومونتريال وبافلو وسان فرانسيسكو وكليفلاند ومدن إخرى أنظمة برش للمصابيح القوسية، وكان إنتاج الإنارة العامة جيداً في القرن العشرين، وبحلول 1893 كان هالك 1500 مصباح قوسي تضيء شوارع نيويورك.
```

## إضاءةالتيار المستمر
كانت المصابيح القوسية شديدة التوهج، ومع كهرباء الضغط العالي وخطر حدوث حريق كانت خطرة للإستخدام الداخلي. أرتأى المخترع توماس أديسون أن يسوق لنظام يمكنه نقل طاقة الإنارة بشكل مباشر لبيوت وشركات المستخدمين بطريقة لا تستخدم فيها الإنارة القوسية، بعد أن إبتكر مصباح متوهجاً يصلح للإستخدام التجاري عام 1879، واصل إديسون تطوير «الأداة» الأولى على نطاق واسع والمملوكة للمستثمرين في مانهاتن السفلى. خدمت في نهاية المطاف مساحة ميل مربع بواسطة 6 مولدات «جامبو» موجودة في محطة بيرل ستريت. عندما بدأت الخدمة في سبتمبر 1882 كان هنالك 85 مستخدم يستخدمون 400 مصباح متوهج، ويولد كل مولد 100 كيلوواط تكفي لتشغيل 1200 مصباحاً متوهجاً، وكان نقل الطاقة يتم بجهد 110 فولت باستخدام قنوات تحت الأرض. كلف بناء النظام 300000 دولار بتمديد خطوط بطول 30 كم في القنوات الأرضية وكانت هذه القنوات هي الجزء الأكثر تكلفة في المشروع. تجاوزت نفقات التشغيل الربح في أول سنتين وتسبب حريق في تدمير المحطة عام 1890. إمتلك إديسون علاوة على ذلك ثلاث أنظمة خطوط فيمكن لنظام 110 فولت أو 220 فولت توريد الطاقة لتشغيل بعض المحركات.

## قابلية توليد الكهرباء على نطاق واسع
أصبحت إمكانية توليد الكهرباء على نطاق واسع من أماكن مختلفة ممكنة بعد أن بدا تشارلز بارسونز بإنتاج المولدات التوربينية في بدايات 1889. قفزت إنتاجية المولدات التوربينية من 100 كيلوواط إلى 25 ميغاواط في عقدين. بسبب كفاءة المولدات التوربينية ومشاريع الطاقة الكهرمائية فقد أصبحت مصدرلكميات كبيرة من الطاقة التي تطلبت البنية التحتية للنقل.